# Эндриартоно Сутарто
Эндриартоно Сутарто (индон. Endriartono Sutarto) — индонезийский военный и политический деятель, генерал. Главнокомандующий Национальной армией Индонезии (2002-2006), начальник штаба Сухопутных войск Индонезии (2000-2002).

## Происхождение
Родился 29 апреля 1947 года в центральнояванском городе Пурвореджо. Его отца звали Сутарто (индон. Sutarto), мать — Сити Сумарти Сутарто (индон. Siti Sumarti Sutarto).

## Образование
Получил высшее военное образование в Академии Вооружённых сил Индонезии, которую окончил в 1971 году. Впоследствии был слушателем различных военных и военно-политических курсов и учебных заведений: Курсов младшего офицерского состава сухопутных войск (индон. Sussarcab Infanteri), Курсов среднего офицерского состава сухопутных войск (индон. Suslapa Infanteri), Командно-штабного колледжа сухопутных войск (индон. SESKOAD), Командно-штабного колледжа Вооружённых сил (индон. SESKO ABRI), Института национальной устойчивости (индон. Lemhanas), Военно-юридической академии (индон. STHM). Свободно владеет английским языком.

## Военная карьера
- Командир взвода Кострад (1972-1975)
- Командир роты Кострад (1975-1979)
- Заместитель командира батальона Кострад по оперативному планированию (1979-1981)
- На преподавательской работе в пехотном училище (1982-1984)
- Командир 514 батальона Кострад (1985-1987)
- Командующий индонезийским контингентом «Гаруда-9» в рамках миссии Ирано-иракской группы военных наблюдателей ООН (1988-1989)
- Начальник штаба воздушно-десантной бригады 17/1 Кострад (1989-1991)
- Помощник начальника штаба столичного военного округа по оперативному планированию (1993-1994)
- Командующий военным районом военного округа «Трикора» (1994-1995)
- Начальник штаба дивизии Кострад (1995-1996)
- Заместитель помощника Главнокомандующего Вооружёнными Силами по стратегическому планированию (1996)
- Заместитель помощника командующего Сухопутных войск по оперативному планированию (1996-1997)
- Командующий президентской гвардией (1997–1998)
- Заместитель командующего Сухопутных войск (1998-1999)
- Начальник Командного училища Национальной армии Индонезии (1999–2000)
- Помощник командующего Сухопутных войск (2000)
- Командующий Сухопутными войсками (2000-2002)
- Главнокомандующий Национальной армией Индонезии (2002-2006)

## Служба на высших командных должностях
Эндриартоно получил известность после того, как 9 октября 2000 года президент Абдуррахман Вахид назначил его начальником штаба Сухопутных войск вместо отправленного в отставку Тясно Сударто. 2 июня 2002 года президент Мегавати Сукарнопутри назначила его Главнокомандующим Национальной армией Индонезии. Находясь на высшем командном посту в индонезийской армии, Эндриартоно последовательно проводил политику невмешательства военных в политику, способствовал тому, что на президентских выборах 2004 года армия сохранила нейтралитет. Также он сыграл важную роль в урегулировании Ачехского конфликта, поспособствовав заключению перемирия между правительством и повстанцами.
Во время пребывания Эндриартоно на посту главкома были уравнены в правах все три вида Вооружённых сил — сухопутные войска, флот и авиация. До этого в течение многих лет сухопутные войска традиционно пользовались большим влиянием в армии. Представители флота и авиации заняли многие ответственные посты в армейском руководстве, до этого по традиции занимаемые представителями сухопутных войск — например, пост помощника Главнокомандующего по логистике. Преемником Эндриартоно на посту Главнокомандующего стал маршал авиации Джоко Суянто.

## Общественная деятельность
После выхода на пенсию Эндриартоно короткое время работал в государственной нефтяной компании «Пертамина», но вскоре ушёл оттуда, заявив, что ему неудобно получать большую заработную плату и при этом не иметь возможности плодотворно работать. "Я ушёл в отставку из «Пертамина», потому что считал, что качество услуг, поставляемых «Пертамина» населению, оставляет желать лучшего. То, что эта компания ориентирована на получение прибыли не означает, что она должна стремиться исключительно к её достижению, поскольку она управляет природными ресурсами, стратегическими для нужд общества" (индон. «Mengapa saya di Pertamina ke luar, karena saya melihat Pertamina sama sekali tidak melakukan pelayanan terbaik kepada masyarakat, walaupun dia PT yang profit oriented, tapi tidak semata-mata keuntungan yang dia cari. Sementara dia mengelola bahan yang sangat strategis untuk kepentingan rakyat») — заявил он, комментируя эту ситуацию.
Ныне Эндриартоно Сутарто продолжает свою деятельность в ряде общественных организаций. В сентябре 2010 года он стал советником адвокатской группы в составе Комиссии по борьбе с коррупцией. Во время своей работы в этой структуре сыграл важную роль в организации судебного процесса над двумя членами комиссии — Бибитом Самадом Риянто (индон. Bibit Samad Riyanto) и Чандрой М. Хамза (индон. Chandra M. Hamzah). В том же году он стал советником организации «Индонесиа менгаджар» (индон. Indonesia Mengajar), действующей в сфере детского образования, а также компании «Сетара» (индон. Setara), работающей в сфере сельского хозяйства. Кроме того, Эндриартоно участвовал в работе Центра военного диалога, занимаясь там проблемой урегулирования конфликта в Мьянме.

## Политическая деятельность
С сентября 2012 года Эндриартоно активно участвует в политической жизни Индонезии. 30 декабря 2012 года он официально вступил в Национально-демократическую партию. В одном из интервью Эндриартоно заявил, что будет баллотироваться на пост председателя партии и намерен возглавить её на ближайших выборах в Совет народных представителей. 25 января 2013 года состоялся съезд Национально-демократической партии, на котором Эндриартоно не удалось добиться избрания председателем, но он стал председателем консультативного совета партии.
Исследовательская организация Lingkaran Survei Indonesia провела исследование, согласно которому Эндриартоно Сутарто занял 11 место из 18 в списке возможных победителей президентских выборов 2014 года. Комментируя результаты исследования, Эндриартоно сказал: «Я благодарю всех респондентов, участвовавших в исследовании. Это, безусловно, является вызовом для меня и я постараюсь реализовать эти ожидания» (индон. «Tentu saya ucapkan terimakasih bagi responden. Tentu itu merupakan salah satu tantangan untuk merealisasikan harapan itu»).

## Зарубежные поездки
Эндриартоно Сутарто неоднократно бывал за рубежом. В 1975 году он посетил Египет и Саудовскую Аравию, в 1977 году — США, в 1983 году — Новую Зеландию, в 1984 и 2000 году — Малайзию, в 1991 году —— Камбоджу, в 1992 году — Таиланд, в 1995 году — Великобританию. В 1988-1989 годах командовал индонезийским миротворческим контингентом во время ирано-иракской войны.

## Награды
Награждён 20 индонезийскими военными орденами, медалями и знаками отличия, а также рядом зарубежных правительственных наград.

## Личная жизнь
Эндриартоно Сутарто женат на Энди Видаяти (индон. Andy Widayati). В их семье трое детей — дочь Ратри (индон. Ratri), сыновья Индра Гунаван Сутарто (индон. Indra Gunawan Sutarto) и М.Ади Прасантьо Сутарто (индон. M. Adi Prasantyo Sutarto).